# Ракитово
Раки́тово (болг. Ракитово) — місто в Пазарджицькій області Болгарії. Адміністративний центр общини Ракитово.

## Населення
За даними перепису населення 2011 року у місті проживали 8122 особи.
Національний склад населення міста:
| Національність   | Кількість осіб | Відсоток |
| ---------------- | -------------- | -------- |
| болгари          | 4426           | 68,7%    |
| цигани           | 1829           | 28,4%    |
| турки            | 24             | 0,4%     |
| інша             | 29             | 0,5%     |
| не визначились   | 130            | 2,0%     |
| Всього відповіли | 6438           |          |

Розподіл населення за віком у 2011 році:
Динаміка населення: